# Polska Hokej Liga
A Polska Hokej Liga (röviden: PHL) egy professzionális első osztályú jégkorongbajnokság Lengyelországban. A bajnokságot 2013-ban alapították, és a 2023-24-es szezonban 9 csapatot foglalt magában. A liga a feljutás-kiesés rendszerében a I liga nevű másodosztályú bajnoksággal van kapcsolatban. A bajnokság rájátszásának győztese szerepel a következő Champions Hockey League szezon kiírásában.

## Története
A bajnokságot 2013-ban alapították a Polska Liga Hokejowa első osztályú bajnokság utódaként.

A korábban tízcsapatos lengyel bajnokságban a 2012-13-as szezonban már csak nyolc csapat indult el és hét fejezte be azt. Ezek az egyesületek mind az ország déli részén működtek. Ezért a lengyel szövetség (PZHL) 2014-től egy közös szlovák-lengyel bajnokságot szeretett volna létrehozni. Az ötletet a szlovák csapatok között nem aratott sikert. 2013 nyarán a PZHL egy céget hozott létre (Polska Hokej Liga Sp. z.o.o.), amelynek feladata az elsőosztályú bajnokság szervezése, a piacképesség emelése, szponzorok keresése, a tv-s közvetítési jogok eladása. Az új bajnokságban megszüntették a kiesést. A csapatoknak az induláshoz 200 000 złotyt (2013-as árfolyamon kb 50 000 eurót) kellett befizetni és további követelményeknek is meg kellett felelni. A csapatokban nyolc légiós szerepelhetett, de játékosonként 25 000 złoty befizetésével növelhették a létszámot.

### 2013–14
Az első szezon kilenc csapattal indult. Az előző bajnokságot befejező csapatok közül a Zaglebie Sosnowiec csőd miatt nem indult. Újoncként szerepelt a Polonia Bytom, a Podhale Nowy Targ és a KTH 1928 Krynica. A bajnokság esélyes a Krynica volt, amely  a szezon lőtt tizenkét válogatott játékost igazolt át. Októberre kiderült, hogy a csapat mögött nincs megfelelő anyagi háttér. A húzónevek eligazoltak a csapatból, a helyükre a másodosztályból hoztak játékosokat. Decemberben a csapatok és a PZHL elnöke közötti egyre fokozódó ellentétek miatt a klubok két fordulóban nem léptek jégre. Az alapszakaszt a Tychy, a bajnokságot a Sanok nyerte.

### 2014–15
A következő szezonban Naprzód Janówwal tízcsapatos lett a mezőny.Az alapszakaszt a GKS Tychy, az ezt követő felsőházat a JKH Jastrzebie nyerte. A bajnok a Tychy lett.

### 2015–16
A 2015–2016-os bajnokságban nem indult a GKS Katowice. A másodosztályból érkező Nesta Torúnnal és Zaglebie Sosnowieccel valamint a SMS Sosnowiec néven szereplő junior válogatottal tizenkét csapatra nőtt a létszám. A bajnokság mind a három szakaszában a Cracovia Kraków bizonyult a legjobbnak, így megszerezte a bajnoki címet.

### 2016–17
A következő szezonban a Sanok anyagi okok miatt nem indult, de visszatért a GKS Katowice. A Cracovia megvédte a bajnoki címét.

## Lebonyolítás

### Alapszakasz
Az alapszakaszban 9 csapat vesz részt. Egy csapat 40 mérkőzést játszik, mindegyik csapattal 5-öt.

### Rájátszás
A rájátszásba a 8 legtöbb pontot szerző csapat kerül be. A csapatok 4 győztes meccsig tartó sorozatokban mérkőznek meg. Az elődöntőben vesztes két csapat két nyertes meccsig tartó sorozatban játszanak a bronzéremért.
A rájátszás ágrajza:
|  | Negyeddöntők | Negyeddöntők | Negyeddöntők |  |  | Elődöntők | Elődöntők     | Elődöntők |  |  | Döntő | Döntő | Döntő |  |
|  |              |              |              |  |  |           |               |           |  |  |       |       |       |  |
|  | 1            |              |              |  |  |           |               |           |  |  |       |       |       |  |
|  |              |              |              |  |  |           |               |           |  |  |       |       |       |  |
|  | 8            |              |              |  |  |           |               |           |  |  |       |       |       |  |
|  |              |              |              |  |  |           |               |           |  |  |       |       |       |  |
|  |              |              |              |  |  |           |               |           |  |  |       |       |       |  |
|  |              |              |              |  |  |           |               |           |  |  |       |       |       |  |
|  | 4            |              |              |  |  |           |               |           |  |  |       |       |       |  |
|  |              |              |              |  |  |           |               |           |  |  |       |       |       |  |
|  | 5            |              |              |  |  |           |               |           |  |  |       |       |       |  |
|  |              |              |              |  |  |           |               |           |  |  |       |       |       |  |
|  |              |              |              |  |  |           |               |           |  |  |       |       |       |  |
|  |              |              |              |  |  |           |               |           |  |  |       |       |       |  |
|  | 2            |              |              |  |  |           |               |           |  |  |       |       |       |  |
|  |              |              |              |  |  |           |               |           |  |  |       |       |       |  |
|  | 6            |              |              |  |  |           |               |           |  |  |       |       |       |  |
|  |              |              |              |  |  |           | Bronzmérkőzés |           |  |  |       |       |       |  |
|  |              |              |              |  |  |           |               |           |  |  |       |       |       |  |
|  |              |              |              |  |  |           |               |           |  |  |       |       |       |  |
|  | 3            |              |              |  |  |           |               |           |  |  |       |       |       |  |
|  |              |              |              |  |  |           |               |           |  |  |       |       |       |  |
|  | 7            |              |              |  |  |           |               |           |  |  |       |       |       |  |

## Résztvevők

### Jelenlegi csapatok
| Csapat             | Város            | Jégcsarnok                                | Férőhely |
| ------------------ | ---------------- | ----------------------------------------- | -------- |
| Comarch Cracovia   | Krakkó           | Lodowisko im. Adama „Rocha” Kowalskiego   | 2 514    |
| Energa Toruń       | Toruń            | Lodowisko Tor-Tor im. Józefa Stogowskiego | 4 500    |
| GKS Katowice       | Katowice         | Lodowisko Spodek Satelita                 | 1 500    |
| GKS Tychy          | Tychy            | Stadion Zimowy w Tychach                  | 2 535    |
| JKH GKS Jastrzębie | Jastrzębie-Zdrój | Jastor                                    | 1 986    |
| Podhale Nowy Targ  | Nowy Targ        | Miejska Hala Lodowa                       | 3 500    |
| STS Sanok          | Sanok            | Arena Sanok                               | 3 000    |
| Unia Oświęcim      | Oświęcim         | Hala Lodowa MOSiR                         | 2 686    |
| Zagłębie Sosnowiec | Sosnowiec        | Stadion Zimowy w Sosnowcu                 | 2 125    |

## Bajnokok

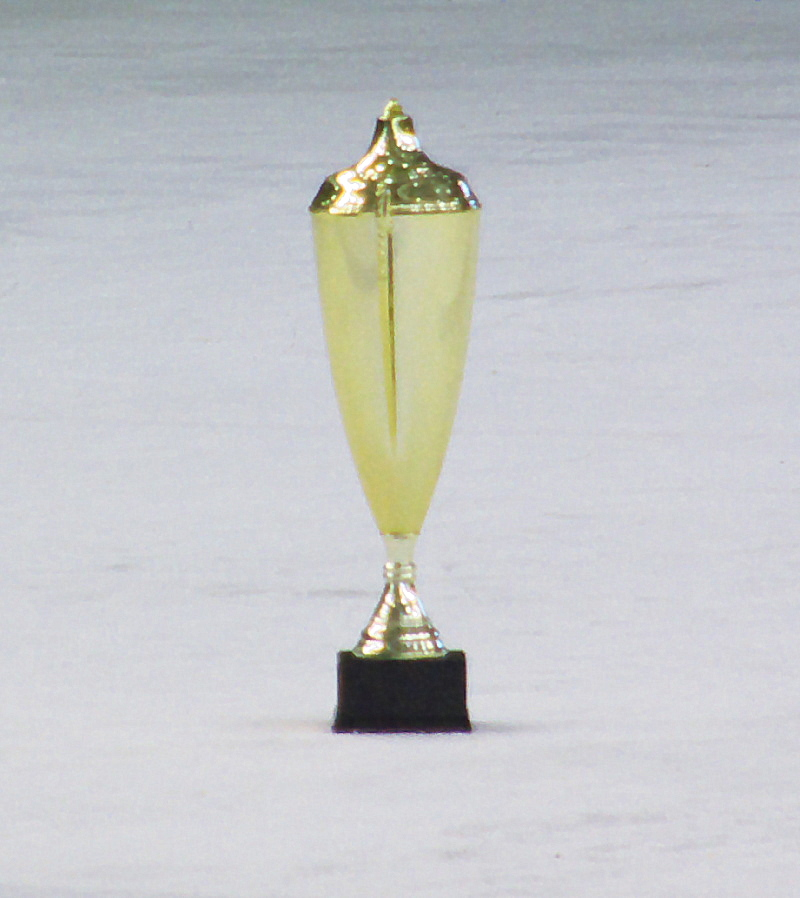
A rájátszássorozat győztesének járó trófea

| Szezon    | Győztes            | Döntő végeredménye   | Döntős         |
| --------- | ------------------ | -------------------- | -------------- |
| 2013–2014 | KH Sanok           | 4–2                  | GKS Tychy      |
| 2014–2015 | GKS Tychy          | 4–2                  | GKS Jastrzębie |
| 2015–2016 | KS Cracovia        | 4–3                  | GKS Tychy      |
| 2016–2017 | KS Cracovia        | 4–3                  | GKS Tychy      |
| 2017–2018 | GKS Tychy          | 4–1                  | GKS Katowice   |
| 2018–2019 | GKS Tychy          | 4–2                  | KS Cracovia    |
| 2019–2020 | GKS Tychy          | Nem tartottak döntőt | Unia Oświęcim  |
| 2020–2021 | JKH GKS Jastrzębie | 4–1                  | KS Cracovia    |
| 2021–2022 | GKS Katowice       | 6–3                  | Unia Oświęcim  |
| 2022–2023 | GKS Katowice       | 4–0                  | GKS Tychy      |
| 2023–2024 | Unia Oświęcim      | 4–3                  | GKS Katowice   |
| 2024–2025 | GKS Tychy          | 4–3                  | GKS Katowice   |

## Nézettség
| Szezon  | Átlagos nézőszám | Helyezés | Legnézettebb csapat        |
| ------- | ---------------- | -------- | -------------------------- |
| 2021–22 | 848              | 12.      | STS Sanok (1568)           |
| 2022–23 | 871              | 15.      | STS Sanok (1582)           |
| 2023–24 | 1218             | 13.      | Zagłębie Sosnowiec (1836)  |
| 2024–25 | 1266             | 13.      | Zagłębie Sosnowiec (1 601) |

## Magyar játékosok a bajnokságban
- Azari Zsolt: Sanok (2015–2016)[21]
- Bálizs Bence: Jastrzębie (2022–2023)[22]
- Jesse Dudás: Oświęcim (2021)[23]
- Kiss Phil: Nowy Targ (2023–)[24]
- Szécsi Patrik: Toruń (2022–)[25]
- Szita Donát:  Jastrzębie (2022)[26]
- Szűcs István Gábor: Toruń (2022–2023)